# Liste der Naturdenkmale im Amt Dömitz-Malliß
In der Liste der Naturdenkmale im Amt Dömitz-Malliß werden die Einzel-Naturdenkmale und Flächennaturdenkmale aufgeführt, welche sich in dem zum Landkreis Ludwigslust-Parchim (Mecklenburg-Vorpommern) gehörenden Amt Dömitz-Malliß befinden. Es handelt sich um eine Teilliste der Liste der Naturdenkmale im Landkreis Ludwigslust-Parchim.
Zwar liegen Teile des Amtsgebietes im Biosphärenreservat Flusslandschaft Elbe. Das für die in diesem Gebiet befindlichen Naturdenkmale zuständige Biosphärenreservatsamt hat allerdings keine eigene Verordnung über die Festsetzung von Naturdenkmalen veröffentlicht.

## Naturdenkmale
Im Amtsgebiet befinden sich Stand 2025 die folgenden 24 Bäume, die als Naturdenkmale geschützt sind. Des Weiteren führt die Liste vier ehemalige Naturdenkmale auf.

| Bild            | Nr. | Bezeichnung | Standort                                                                   | Beschreibung | Schutzzweck | Verordnung |
| --------------- | --- | ----------- | -------------------------------------------------------------------------- | --- | ----------- | ---------- |
| BW              | 1   | Eiche       | Vielank Hohen Woos (53° 14′ 40″ N, 11° 11′ 29,2″ O)                        | |             | [ 1 ]      |
| BW              | 2   | Eiche       | Dömitz Klein Schmölen (53° 7′ 50,6″ N, 11° 17′ 55,7″ O)                    | |             | [ 1 ]      |
| BW              | 4   | Hainbuche   | Vielank Alt Jabel (53° 15′ 3,1″ N, 11° 10′ 11,5″ O)                        | Der Schutzstatus wurde 2004 aufgehoben. |             | [ 1 ]      |
| BW              | 5   | Eiche       | Vielank Alt Jabel (53° 15′ 0,8″ N, 11° 10′ 17,3″ O)                        | |             | [ 1 ]      |
| BW              | 6   | Flatterulme | Vielank Alt Jabel am Eingang zum Pfarrhof (53° 15′ 3,2″ N, 11° 10′ 8,8″ O) | Erfolgreiche Pflegemaßnahmen führten bei diesem von Kernfäule betroffenen Baum zu einem stärkeren Austrieb von Feinästen. |             | [ 1 ]      |
| BW              | 7   | Eiche       | Vielank Alt Jabel (53° 15′ 1,6″ N, 11° 10′ 22,2″ O)                        | |             | [ 1 ]      |
| BW              | 8a  | Flatterulme | Vielank Alt Jabel auf dem Pfarrhof (53° 15′ 1,7″ N, 11° 10′ 16,2″ O)       | |             | [ 1 ]      |
| BW              | 8b  | Flatterulme | Vielank Alt Jabel auf dem Pfarrhof (53° 15′ 1,7″ N, 11° 10′ 16,2″ O)       | |             | [ 1 ]      |
| BW              | 9   | Eiche       | Dömitz Groß Schmölen (53° 8′ 17,2″ N, 11° 19′ 32,3″ O)                     | |             | [ 1 ]      |
| BW              | 10  | Eiche       | Dömitz (53° 8′ 1″ N, 11° 16′ 13,8″ O)                                      | |             | [ 1 ]      |
| BW              | 11  | Eiche       | Vielank Alt Jabel (53° 15′ 1,2″ N, 11° 10′ 10,3″ O)                        | Der Schutzstatus wurde 2004 aufgehoben. |             | [ 1 ]      |
| BW              | 12  | Kastanie    | Vielank Alt Jabel (53° 15′ 0,6″ N, 11° 10′ 8,1″ O)                         | |             | [ 1 ]      |
| BW              | 13  | Ulme        | Vielank Alt Jabel (53° 15′ 2,2″ N, 11° 10′ 8,2″ O)                         | |             | [ 1 ]      |
| BW              | 14  | Eiche       | Dömitz Heidhof (53° 10′ 35,8″ N, 11° 13′ 17,6″ O)                          | |             | [ 1 ]      |
| BW              | 15  | Eiche       | Vielank Woosmer (53° 12′ 5,4″ N, 11° 10′ 42,2″ O)                          | |             | [ 1 ]      |
| Fotos hochladen | 39  | Stieleiche  | Grebs-Niendorf Schlesin (53° 12′ 12,8″ N, 11° 15′ 8,5″ O)                  | Die große Krone wird durch mehrere Starkäste gebildet. 2019 brach ein Stämmling ab. |             | [ 1 ]      |
| BW              | 40  | Eiche       | Malliß Probst Woos (53° 12′ 57,6″ N, 11° 16′ 52,2″ O)                      | |             | [ 1 ]      |
| BW              | 43  | Eiche       | Neu Kaliß Kaliß (53° 9′ 23,6″ N, 11° 19′ 41,2″ O)                          | |             | [ 1 ]      |
| BW              | 48  | Eiche       | Malliß Bockup (53° 11′ 53,8″ N, 11° 17′ 33,2″ O)                           | |             | [ 1 ]      |
| BW              | 51  | Eiche       | Neu Kaliß Raddenfort (53° 11′ 19,1″ N, 11° 16′ 6,2″ O)                     | |             | [ 1 ]      |
| BW              | 52  | Eiche       | Neu Kaliß Raddenfort (53° 11′ 21,9″ N, 11° 16′ 3,3″ O)                     | |             | [ 1 ]      |
| BW              | 55  | Sommerlinde | Malliß Conow (53° 13′ 25,1″ N, 11° 19′ 51,3″ O)                            | Der Baum besitzt eine weit ausladende Krone. Er ist 1961 durch einen Scheunenbrand beschädigt worden. Die Krone wurde 2002 reduziert und mit Seilen gesichert. |             | [ 1 ]      |
| BW              | 56  | Esche       | Malliß Conow (53° 13′ 24,8″ N, 11° 19′ 54,6″ O)                            | |             | [ 1 ]      |
| BW              | 58  | Eiche       | Malliß Conow (53° 13′ 24,1″ N, 11° 19′ 53,7″ O)                            | |             | [ 1 ]      |
| BW              | 65  | Kiefer      | Malk Göhren Neu Göhren (53° 11′ 1,6″ N, 11° 21′ 26,2″ O)                   | Der Schutzstatus wurde 2004 aufgehoben. |             | [ 1 ]      |
| BW              | 66  | Rotbuche    | Malk Göhren Neu Göhren (53° 11′ 13,1″ N, 11° 21′ 58,1″ O)                  | |             | [ 1 ]      |
| BW              | 68  | Eiche       | Neu Kaliß Heiddorf (53° 10′ 46,5″ N, 11° 17′ 0,7″ O)                       | Der Schutzstatus wurde 2017 aufgehoben. |             | [ 1 ]      |
| BW              | 75  | Bolte-Eiche | Malk Göhren Liepe (53° 10′ 2,3″ N, 11° 23′ 50″ O)                          | Auffällig an der Stieleiche ist ein mit dem Stamm zusammengewachsener Starkast. Der Name des Baumes rührt vom Amtsmann Bolte her, der 1812 während der französischen Herrschaft verhaftet worden sein soll. Bei seinem Fluchtversuch vor den französischen Wachsoldaten sei er in den Lieper Bergen einen Abhang hinabgestürzt und dabei gestorben. An der Unglücksstelle wächst seitdem die Eiche. |             | [ 1 ]      |

## Flächennaturdenkmale
Es gibt mit Stand 2022 vier Flächennaturdenkmale im Amt Dömitz-Malliß. 

| Bild            | Nr.         | Bezeichnung                      | Standort                                                | Beschreibung | Schutzzweck | Verordnung |
| --------------- | ----------- | -------------------------------- | ------------------------------------------------------- | --- | ----------- | ---------- |
| BW              | fnd_lwl_019 | Grebser Sandgrube                | Grebs-Niendorf (53° 14′ 16,2″ N, 11° 19′ 18,8″ O)       | Die Fläche von 3,38 ha wurde als markanter geologischer Aufschluss geschützt. |             |            |
| BW              | fnd_lwl_025 | Maiglöckchenstandort bei Grebs   | Grebs-Niendorf (53° 15′ 32,3″ N, 11° 17′ 19,9″ O)       | Für den Maiglöckchenstandort sowie Moorgebiet mit umgrenzenden Mischwald wird eine Fläche von 17,07 ha angegeben.                                                                                  |             |            |
| Fotos hochladen | fnd_lwl_032 | Festungs- und Deichanlage Dömitz | Dömitz Festung Dömitz (53° 8′ 30,9″ N, 11° 14′ 40,6″ O) | Das Feuchtgebiet mit einer Fläche von 8,58 ha dient als Laichgebiet seltener Lurche. Zudem gibt es ein Vorkommen des Großen Mausohres. Die Festung ist außerdem als FFH-Gebiet ausgewiesen worden. |             |            |
| Fotos hochladen | fnd_lwl_114 | Friedhof Conow                   | Malliß Conow (53° 13′ 23,8″ N, 11° 19′ 53,8″ O)         | Fläche 0,86 ha |             |            |